# Nikolaus von Weinrich
Johann Nikolaus Weinrich, seit 1803 von Weinrich (* 26. April 1738 in Struth; † 5. März 1826 in Ingolstadt) war ein bayerischer Generalmajor und Kommandant von Ingolstadt.

## Leben
Seine Eltern waren Nikolaus Weinrich und dessen Ehefrau Maria Elisabeth, geborene Schlodhauder. Seine Eltern besaßen ein kleines Haus und lebten in ärmlichen Verhältnissen. Weinrich war das älteste von zwölf Kindern, ging auf die Schule und verdingte sich danach als Schäferknecht. Am 12. Dezember 1756 trat er als Kadett in kurmainzische Dienste, wo er bis 1767 zum Feldwebel aufstieg. Am 20. Juli 1778 wurde er Leutnant und avancierte bis Ende Januar 1807 zum Oberst. Er muss sich sehr ausgezeichnet haben, denn er konnte nicht nur in die Offizierslaufbahn wechseln, sondern erhielt mit Diplom vom 13. Juni 1803 durch Kaiser Franz II. auch die Erhebung in den Reichsadel.
Seit 7. Januar 1812 Generalmajor, war Weinrich Kommandant des Landessicherheitskorps im Großherzogtum Frankfurt, erhielt das Kommandeurkreuz des Concordienordens und wurde Kommandant von Aschaffenburg. Als die Stadt 1814 an Bayern fiel, trat er unter Belassung in seiner Stellung in die Bayerische Armee über und wurde am 5. April 1815 als Kommandant nach Ingolstadt versetzt. Am 1. Januar 1823 wurde das Stellung des Stadtkommandanten abgeschafft und Weinrich zum Garnisonskommandanten ernannt. In dieser Eigenschaft erhielt er das Kommandeurkreuz des Verdienstordens der Bayerischen Krone und trat im Jahr 1824 in Pension. Er blieb in Ingolstadt und starb am 5. März 1826. Zwei Tage später wurde er unter großer Anteilnahme der Bevölkerung zu Grabe getragen.

## Familie
Weinrich heiratet am 11. Februar 1767 in Mainz zu „St. Stephan“ Elisabetha Inckebrandt (1745–1811), eine Tochter des Oberleutnants Georg Inckebrandt, der im selben Regiment diente. Das Paar hatte sechs Kinder, von denen vier im Kindesalter verstarben. Zu den Überlebenden gehörte der spätere bayerische Kriegsminister Georg von Weinrich (1768–1836).